# وينتون س. هوش
وينتون س. هوش (بالإنجليزية: Winton Hoch)‏ هو مصور سينمائي وضابط أمريكي، ولد في 31 يوليو 1905 في آيوا في الولايات المتحدة، وتوفي في 20 مارس 1979 في سانتا مونيكا في الولايات المتحدة.

## وصلات خارجية
- وينتون س. هوش على موقع IMDb (الإنجليزية)
- وينتون س. هوش على موقع ألو سيني (الفرنسية)
- وينتون س. هوش على موقع أول موفي (الإنجليزية)
- وينتون س. هوش على موقع قاعدة بيانات الأفلام السويدية (السويدية)
- وينتون س. هوش على موقع قاعدة بيانات الفيلم (الإنجليزية)
- وينتون س. هوش على موقع كينوبويسك (الروسية)